# 數迴

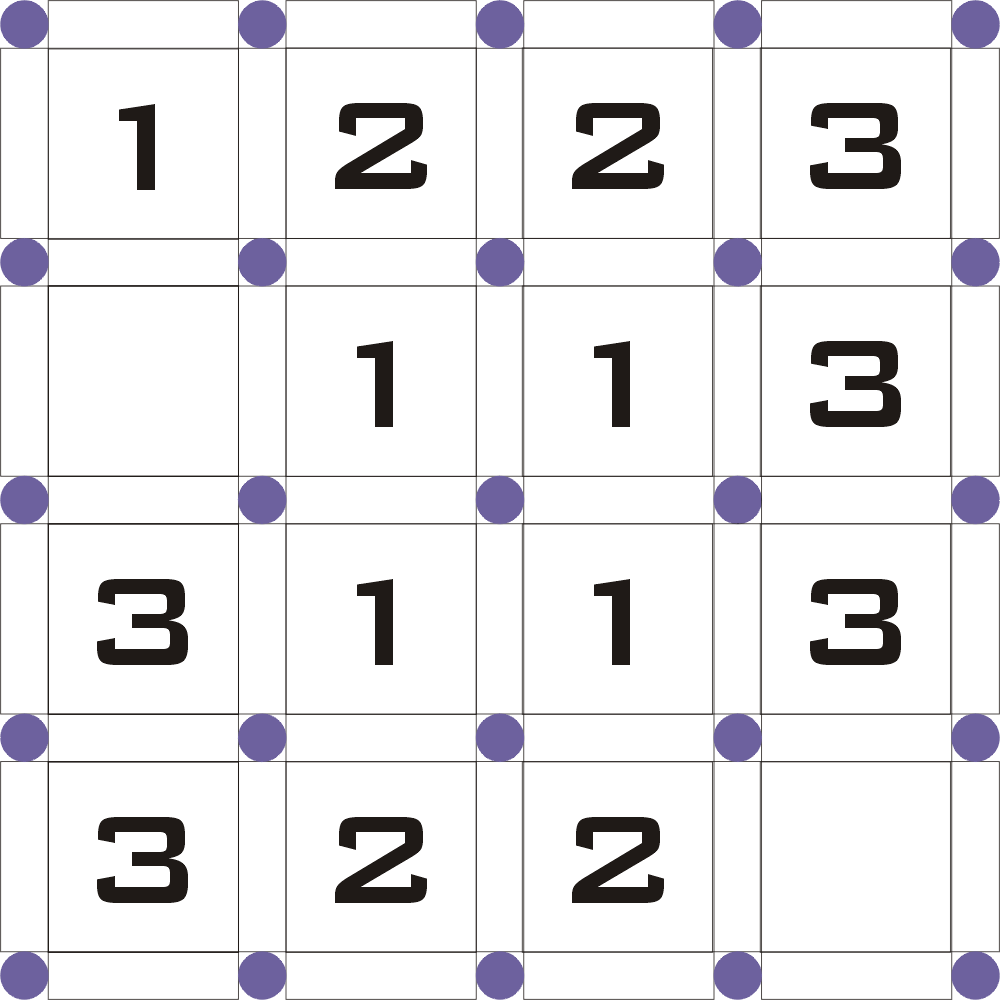

數迴（英：slither link）為数学智力游戏的一種，由棋盤格與位於棋盤格內的數字所構成。解题时必須透過數字所提供的線索，在棋盤格線上連出一條不間斷的封閉環圈。

## 规则
1. 在相同點距大小的棋盤上，用直線或橫線將兩相鄰點連接起來，目標是要讓所有連接線形成一個封閉環圈；
2. 位於四點之間的數字，表示這四點所構成方格上的邊線數目。而沒有數字的地方則代表周圍的邊線數目未知；
3. 劃線時，不能讓最後連出來的整條線上出現交叉或分支；
4. 也不能出現兩個以上的封閉環圈。

## 其他別稱
由於スリザーリンク是日本 Nikoli 公司的註冊商標，因此，Nikoli 之外的出版社得使用其他名稱來稱呼數迴。
以下為曾用過的日文別稱一覽。
- ナンバーライン（Number line:技術評論社）
- ナンバーループ（Number loop:ビデオ出版）
- ルーピング（Looping:講談社ペック）
- ループコースパズル（Loop course puzzle:学習研究社）
- ループメーカー（Loop maker:世界文化社）
- ロジカルサーキット（Logical circuit:日本文芸社）

英語圏所使用正式名稱為 Slither Link。而 Slither 的日文假名寫作「スリザー」，羅馬拼音表記為 Suriza，故也有以 Suriza 作為英文名稱的場合。其他所出現過的名稱還有 Fences, Loop the Loop, On the Dot ...等等。
至于中文名称，格林文化以“数独”、“数和”的類似形式取名為數迴。格林文化所引進的一系列 Nikoli 數學智力遊戲也都採取了類似的命名，例如數間、數牆、數連。

## 電子遊戲上的數迴
PC-9800系列版
由Bsat於1993年左右發行。題目從過去 Nikoli 發行過的刊物或單行本中所收錄。
WonderSwan版
由萬代於2000年4月20日發行。
Windows98～XP版
由サクセス於2001年5月25日發行。遊戲開發為ゲームスタジオ。
Nintendo DS版
由Hudson於2006年11月16日發行。該公司之Puzzle Series的第五款作品。遊戲中的題目為 Nikoli 出題協力。

## 參看
- 數獨
- 算獨
- 順獨
- 數和
- 數牆
- 數連
- 數壹
- 數燈
- 數間